# Ребревци
Ребревци е село в Северна България. То се намира в община Елена, област Велико Търново.

## География
Село Ребревци се намира в планински район.

## История
Името на селото идва от първия заселник Ребрьо